# باشگاه فوتبال باکی‌لی
باشگاه فوتبال باکی‌لی (به لاتین: Bakılı PFK) یک تیم فوتبال در جمهوری آذربایجان که در شهر باکو واقع شده است.